# Jódbenzol
A jódobenzol szerves vegyület, mely egy benzolgyűrűből és az ahhoz kapcsolódó egyik hidrogént helyettesítő jódatomból áll. A szerves kémiai szintézisekben használatos köztitermék.

## Előállítása
A jódbenzol kereskedelmi forgalomban kapható, de laboratóriumban is előállítható anilinből a Sandmeyer-reakcióval. Az első lépésben az amin funkciós csoportot diazotálják nátrium-nitrittel sósavas közegben. Az így kapott diazónium-kloridhoz kálium-jodidot adnak, minek következtében nitrogéngáz fejlődik. A nitrit feleslegét erős lúggal elhidrolizálják, az elegyet savanyítják és a kívánt terméket vízgőzdesztillációval választják el.
Egy másik módszer szerint jódot és salétromsavat refluxoltatnak benzollal.

## Reakciói
Mivel a C−I kötés gyengébb a C−Br vagy C−Cl kötésnél, ezért a jódbenzol reakcióképessége nagyobb, mint a bróm- vagy klórbenzolé. A jódbenzol és magnézium reakciójában Grignard-reagens, fenil-magnézium-jodid keletkezik. A fenil-magnézium-jodid – a bromid analógjához hasonlóan – a fenil anion szinton szintetikus megfelelője. A jódbenzol klórral reagálva jódbenzol-diklorid komplexet képez, melyet oxidálószerként használnak.
A jódbenzol szubsztrátum lehet a Sonogashira-kapcsolásban, a Heck-reakcióban és más fémkatalizált kapcsolási reakciókban.

## Fordítás
- Ez a szócikk részben vagy egészben az Iodobenzene című angol Wikipédia-szócikk ezen változatának fordításán alapul.  Az eredeti cikk szerkesztőit annak laptörténete sorolja fel. Ez a jelzés csupán a megfogalmazás eredetét és a szerzői jogokat jelzi, nem szolgál a cikkben szereplő információk forrásmegjelöléseként.